# Bichos (revista)
Monstruos & Co, luego rebautizado como Bichos, fue un tebeo de periodicidad semanal, editado entre 1986 y 1987 por Editorial Bruguera y luego Compañía General de Ediciones S.A. Estuvo dirigida por Josep Maria Beà y luego por Montserrat Vives. Contaba con buenos autores, lo que no impidió su pronta desaparición.

## Trayectoria
La revista surgió en 1986, en los estertores de Editorial Bruguera. Tras la desaparición de Bruguera, pasó a ser editada por Compañía General de Ediciones S.A., que también editaba "Garibolo", con el nuevo título de Bichos.
| Período | Números                           | Título               | Autoría                    | Comentario                |
| ------- | --------------------------------- | -------------------- | -------------------------- | ------------------------- |
| 1986    | Monstruos & Co #1                 | Bronquete            | Josep M. Beà               |                           |
| 1986    | Monstruos & Co #1                 | Ojillos              | Miguel                     |                           |
| 1986    | Monstruos & Co #1                 | El Bola              | Jaime Martín               |                           |
| 1986    | Monstruos & Co #1 Bichos #1 y ss. | Sustón               | Jaime Martín               |                           |
| 1986    | Monstruos & Co #1                 | Hector               | Del Arno                   |                           |
| 1986    | Monstruos & Co #1                 | Mow                  | L'Avi                      |                           |
| 1986    | Monstruos & Co #1                 | Crap, memo galáctico | Q. Valiente/Miguel         |                           |
| 1986    | Monstruos & Co #1                 | Arkel                | Stephen Desberg/Marc Hardy | Franco-belga, de "Spirou" |
| 1986    | Monstruos & Co #1                 | Drak                 | Miguel                     |                           |
| 1986    | Monstruos & Co #1 Bichos #1 y ss. | Serpenman            |                            |                           |
| 1986    | Monstruos & Co #1 Bichos #1 y ss. | La rana aventurera   |                            |                           |

A partir del número 9, se suma Manuel Vázquez con las series Gugú y Manolo, además de secciones como '¡Agárrame ese bicho!.
Alcanzó los 43 números, habiendo incorporado en los últimos historietas de El Inspector Gadget con intención de levantar las ventas. Los ejemplares sobrantes fueron retapados con el título de Festival Bichos.